# Distretto di Carhuapampa
Il distretto di Carhuapampa è un distretto del Perù nella provincia di Ocros (regione di Ancash) con 752 abitanti al censimento 2007 dei quali 597 urbani e 155 rurali.
È stato istituito il 30 settembre 1941.